# Митрушина, Татьяна Георгиевна
Татьяна Георгиевна Митрушина (29 апреля 1948 — 23 октября 2013) — советская и российская киноактриса, Заслуженная артистка Российской Федерации (1999).

## Биография
Татьяна Митрушина родилась 29 апреля 1948 года в Киеве. В 1970 году окончила Киевский государственный институт театрального искусства имени И. К. Карпенко-Карого.
В 1970—1975 годах была актрисой литературного театра «Слово» (при Бюро пропаганды Союза писателей Украины). В 1976—1985 годах работала актрисой Киевской киностудии им. А. Довженко, в 1985—2003 — актриса Центральной киностудии детских и юношеских фильмов им. М. Горького.
Дебютировала в кино в 1975 году, снялась в более чем сорока фильмах.
Умерла 23 октября 2013 года. Похоронена на Бабушкинском кладбище.

## Награды
- Заслуженная артистка Российской Федерации (22 ноября 1999 года) — за заслуги в области искусства[2].

## Фильмография
- 1975 — Переходим к любви — Зинаида, сестра Дмитрия
- 1976 — Не плачь, девчонка — пассажирка (нет в титрах)
- 1976 — Праздник печёной картошки — эпизод
- 1976 — Расписание на завтра — Мария Николаевна
- 1977 — Воспоминание...
- 1977 — Дом под жарким солнцем — Люся
- 1977 — На короткой волне — эпизод
- 1977 — Талант — конструктор
- 1978 — Будьте готовы, Ваше высочество! — эпизод (нет в титрах)
- 1978 — Свадебный венок — мачеха
- 1979 — Киевские встречи (альманах «Прикосновение») — учительница
- 1979 — Поездка через город (альманах «Любовь под псевдонимом») — Татьяна Ивановна, сотрудница отдела, коллега Митрушкина
- 1980 — Платон мне друг — Неля
- 1980 — Шальная пуля
- 1981 — Осенняя дорога к маме — Валя, бессердечная пассажирка такси
- 1981 — Под свист пуль — Степанида
- 1981 — Третье измерение — Рая, подруга Ольги
- 1982 — Житие святых сестёр — Мартирия
- 1982 — Фауст — Марта (поёт Викторина Мартиросова)
- 1984 — Третий в пятом ряду — эпизод
- 1986 — Вечерницы — Татьяна, жена Михайло
- 1986 — Дом отца твоего — гостья на даче у Петра
- 1986 — Конец операции «Резидент» — эпизод
- 1986 — Красные башмачки — главная кикимора
- 1987 — Клуб женщин — дама в клубе
- 1987 — Раз на раз не приходится — дежурная на вокзале
- 1987 — Христиане — свидетельница в суде
- 1988 — Горы дымят — эпизод
- 1988 — Дама с попугаем — эпизод
- 1988 — Маленькая Вера — мать Андрея
- 1988 — Спасенному - рай
- 1989 — Вход в лабиринт — жена Окуня
- 1989 — Имя твоё — Франческа
- 1991 — Не стреляйте в меня, пожалуйста
- 1991 — Шоу-бой — эпизод
- 1994 — Мастер и Маргарита — кондуктор в трамвае (в 2-серийном варианте фильма роль вырезана)
- 1994 — Незабудки
- 1996 — Маркиз де Сад (фр. Marques de Sade) — мадам де Флорвиль
- 2004 — Нежное чудовище — Татьяна, соседка
- 2005 — Две судьбы-2. Голубая кровь — эпизод
- 2005 — КГБ в смокинге — француженка
- 2007 — Срочно в номер (Фильм № 12 «Игры без правил») — буфетчица